# Theo Helfrich
Pour les articles homonymes, voir Helfrich.
Theodor "Theo" Helfrich est un pilote automobile allemand, né le 13 mai 1913 à Francfort-sur-le-Main, Allemagne, et mort le 29 avril 1978 à Ludwigshafen, Allemagne. Il a participé à trois courses du championnat du monde de Formule 1.
Helfrich termine également deuxième des 24 Heures du Mans 1952 avec Helmut Niedermayr.

## Résultats en championnat du monde de Formule 1
| Saisons | Écurie     | Châssis      | Moteurs | 1   | 2   | 3   | 4   | 5   | 6   | 7   | 8   | 9   | Points inscrits | Classement |
| ------- | ---------- | ------------ | ------- | --- | --- | --- | --- | --- | --- | --- | --- | --- | --------------- | ---------- |
| 1952    | Privée     | Veritas RS   | BMW     | SUI | IND | BEL | FRA | GBR | ALL | P-B | ITA |     | 0               | Non classé |
| 1952    | Privée     | Veritas RS   | BMW     |     | Abd |     |     |     |     |     |     |     | 0               | Non classé |
| 1953    | Privée     | Veritas RS   | Veritas | ARG | IND | P-B | BEL | FRA | GBR | ALL | SUI | ITA | 0               | Non classé |
| 1953    | Privée     | Veritas RS   | Veritas |     |     | 12  |     |     |     |     |     |     | 0               | Non classé |
| 1954    | Hans Klenk | Klenk Meteor | BMW     | ARG | IND | BEL | FRA | GBR | ALL | P-B | ITA | ESP | 0               | Non classé |
| 1954    | Hans Klenk | Klenk Meteor | BMW     |     | Abd |     |     |     |     |     |     |     | 0               | Non classé |

## Résultats aux 24 heures du Mans
| Année | Châssis              | Écurie          | Coéquipier        | Classement |
| ----- | -------------------- | --------------- | ----------------- | ---------- |
| 1952  | Mercedes-Benz 300 SL | Daimler Benz AG | Helmut Niedermayr | 2e         |